# Słoboda Złota
Słoboda Złota (ukr. Золота Слобода, Zołota Słoboda) – wieś na Ukrainie, w obwodzie tarnopolskim, w rejonie tarnopolskim.
W pobliżu znajduje się przystanek kolejowy Słoboda Teofipólka, położony na linii Tarnopol – Stryj.
We wsi urodzili się Wiktor Schneider de Heldenburg (1880-1941, polski oficer pochodzenia austriackiego) i Jarosław Staruch (1910-1947, ukraiński działacz nacjonalistyczny).